# Шанбиев, Шамсиддин Асроридинович
Шамсиддин Асроридинович Шанбиев (18 февраля 1997, Согдийская область, Таджикистан) — российский футболист, защитник.

## Биография
Родился 18 февраля 1997 года в деревне в Ленинабадской области Таджикистана (ныне — Согдийская область), был вторым из трёх сыновей в семье. Отец в 90-е годы работал в Челябинске и Екатеринбурге, а в 2000 году перевёз семью в Москву, где у него было несколько точек на Черкизовском рынке.
Хотя Шанбиев с раннего детства живёт в России, он хорошо владеет таджикским языком и с отцом в основном разговаривает на нём.

### Клубная карьера
Воспитанник московского «Спартака», куда в 7 лет его привёл отец. В академии тренировался у Владимира Бесчастных. В сезонах 2014/15—2015/16 сыграл 42 матча в молодёжном первенстве. На профессиональном уровне дебютировал в составе «Спартака-2» 7 апреля 2016 года, появившись в стартовом составе на матч ФНЛ против «Балтики», но был заменён на 41-й минуте. Всего в составе «Спартака-2» провёл 48 матчей в ФНЛ. За основной состав красно-белых в официальных матчах не играл.
23 октября 2018 года Шанбиев заключил контракт с «Уралом», однако заявлен за команду был только зимой. Находясь в «Урале», игрок неоднократно попадал в заявку команды на матчи Премьер-лиги и Кубка России, но так и не дебютировал за основной состав клуба. При этом провёл 3 матча за фарм-клуб «Урал-2» в ПФЛ.
В феврале 2021 года перешёл в белорусскую «Ислочь», но в команде не задержался и в июле того же года контракт был расторгнут по соглашению сторон. За полгода в «Ислочи» Шанбиев сыграл 3 матча в чемпионате и 1 в Кубке Беларуси, не отметившись результативными действиями. 3 сентября 2021 года подписал контракт с омским «Иртышом».

### Карьера в сборной
Выступал за юношескую и молодёжную сборные России. 29 ноября 2016 года принял участие в товарищеской встрече сборной ФНЛ против молодёжной сборной Кипра (1:1).